# Marc Antoine Baudot
Marc Antoine Baudot, nació en Liernolles ( Allier) el 18  de marzo de  1765; murió en  Mills el 23  de marzo de  1837, fue un revolucionario francés, miembro de la  Asamblea Legislativa y de la  Convención.

## Biografía
Nació en una familia burguesa en Dijon. Mark Antoine Baudot nació en Liernolles ( Allier), el 18  de marzo de  1765. Era  hijo de Jean-Marie Baudot, un agricultor de la zona del Bosque Viry,. que era  una noble propiedad y Claudine Deshaires. Su padrino fue Marc-Antoine Durand, el abogado del rey y miembro del consejo de la ciudad de Paray-le-Monial; tuvo una gran influencia sobre él y le animó a abrazar la carrera de medicina.
El médico de Charolles de Saône-et-Loire, se unió desde el principio de la  Revolución al «Club Jacobino» «Sociedad de Amigos de la Constitución de Charolles» de la que era secretario desde noviembre de 1790.
Miembro suplente electo de Saône-et-Loire en la  Asamblea Legislativa  desde el 31  de agosto del  1.791, tuvo plaza  en la Asamblea el 10  de julio de  1792, en sustitución de Charles Desplaces que había renunciado a su escaño. Reelegido diputado de la  Convención Nacional, que se encuentra muy próxima a la Revolución francesa de  «Montaña». cuando se votó el proceso judicial contra Luis XVI a muerte sin apelación o indulto, dentro de las 24 horas siguientes.